# Jesse Ventura
Jesse Ventura, egentligen James George Janos, även känd som The Body, född 15 juli 1951 i Minneapolis i Minnesota, är en amerikansk fribrottare, skådespelare och politiker. Ventura var Minnesotas guvernör mellan 1999-2003.

## Biografi
Ventura tjänstgjorde mellan den 11 september 1969 och den 10 september 1975 i ett av USA:s flottas UDT-team (Underwater Demolition Teams), vilka var föregångare till Navy SEALs. Ventura var i början av 1970-talet med i motorcykelklubben MC Mongols.
Jesse Ventura är en av USA:s mest kända fribrottare. 
Han sadlade 1990 om till politiker, varefter han blev vald till borgmästare i Brooklyn Park i Minnesota; en post han innehade mellan 1990 och 1995. Som en av endast en handfull politiker utanför de två etablerade partierna, det demokratiska och republikanska, vann Ventura 1998 dessutom ett guvernörsval i Minnesota. Mellan 1999 och 2003 var Ventura Minnesotas guvernör. Han vann valet som kandidat för Reform Party, men bröt något år senare med partiet, varvid dess Minnesotaavdelning som fortfarande stod bakom honom istället bildade Independence Party of Minnesota. 
Efter guvernörsperioden var Ventura gästprofessor vid John F. Kennedy School of Government.
Ventura har skrivit ett antal böcker i vilka han kritiskt granskar maktcentra i det amerikanska samhället. Ventura har i sitt författarskap samarbetat med välkända kritiker av det amerikanska etablissemanget, framför allt CIA-veteranen L. Fletcher Prouty, filmregissören Oliver Stone och journalisten och författaren Dick Russell.
Han har ett eget tv-program, Conspiracy Theories, där han berättar om sina erfarenheter som guvernör och i det militära. I programmen granskar han korruption och konspirativa samhällsmekanismer.

## Tänkbar presidentkampanj 2020
Våren 2018 uttryckte Ventura intresse för att kandidera till president igen, men sade då att han bara skulle göra det för Green Party of the United States.

## Finishers och signaturattacker
- Body Breaker (Triple Rib Breaker)
- Inverted Body-Vise

## Filmografi i urval
- 1987 – Rovdjuret
- 1987 – The Running Man
- 1993 – Demolition Man
- 1997 – Batman & Robin